# Antoine Bournonville

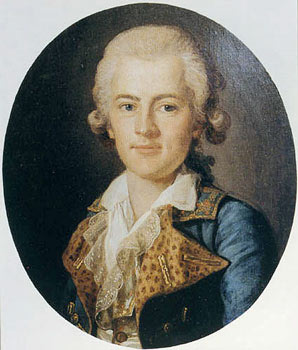
Antoine Bournonville som han såg ut under storhetstiden av hans karriär.

Antoine Bournonville, född 1760 i Lyon, död 1843, var en fransk dansör, aktiv i Sverige och Danmark. Han anses ha lanserat baletten i Sverige. Han var bror till Julie Alix de la Fay och far till August Bournonville. 

## Biografi
Bournonville var son till skådespelarna Louis-Amable Bournonville och Jeanne Evrard, född som tvilling med sin bror Guillame. Han blev elev hos Jean-Georges Noverre vid nio års ålder och uppträdde under denne i Wien, Paris och London innan han kallades till Sverige. 

### Sverige
Bournonville kallades till Sverige av Gustav III år 1782 för att utbilda den första generationen av inhemska svenska dansare. I Sverige hade det funnits en hovbalett sedan 1638, då Antoine de Beaulieu inkallats till drottning Kristinas hov, men ingen inhemsk yrkesklass. 
Bournonville var förste dansör på Operan fram till 1792. Som hans främsta inhemska danspartner i Sverige nämns Charlotte Slottsberg. Han såg själv en talang i Slottsberg och gav henne år 1784 en roll i Les Meunieres Provencaux, något som beskrivs som början på hennes verkliga storhetstid som dansare, då hon kom att utvecklas och anstränga sig i artistiskt avseende. Hon ska ha varit förälskad i Bournonvilles skönhet, något som en gång fick hertig Karl att skrika åt Bournonville.   
Det sades om honom: "Hans yttre framställde bilden af en sannskyldig Apollo. Dertill egde han i alla slag af teaterdans en utomordentlig virtuositet, hvilken han använde med den finaste smak." Gustav III blev en gång så entusiastisk över hans dans och skönhet att han ropade åt honom att lösa upp sitt hår för att få se det fladdra under piruetten. Han uppträdde även som skådespelare, sångare och balettkoreograf. 
Han skrev baletterna Les Meuniers provençaux (1785) och  Les Pêcheurs (1789).

### Danmark
Han flyttade 1792 till Danmark, där han anställdes efter ett gästuppträdande. Hans favorit danspartner i Danmark var Marie Christine Björn. Han var dansmästare vid kungliga danska baletten 1816-1823. Han efterträdde därvid Vincenzo Galeotti, som hade fått klagomål 1816 på att han "slog gossarna med knytnäven i ansiktet" och behandlade flickorna som om de vore flickor "på en helt annan inrättning". 

### Privatliv
Han gifte sig med dansaren Mariane Jenssen, och sedan med sin svenska hushållerska Lovisa Sundberg, som blev mor till August Bournonville. Han hade barn med dansaren Karen Olsen.